# Charles-Alfred Dansette
Pour les articles homonymes, voir Dansette.
Charles-Alfred Adrien Dansette né le 5 octobre 1894 à Armentières et mort pour la France le 25 septembre 1916 à Combles est un sculpteur français.

## Biographie
Élève de Giacomo Merculiano (en), Charles-Alfred Adrien Dansette obtient une mention honorable au Salon des artistes français de 1913. 
Le 26 mars 1913 il s'engage volontairement à Lille au 43e régiment d'infanterie et est nommé sergent le 9 septembre 1914. Nommé sous-lieutenant le 19 septembre 1916, il meurt en entraînant sa section à l'assaut d'une tranchée allemande le 25 septembre 1916,. Son nom est inscrit sur le monument aux morts de Neufchâtel-Hardelot.

## Distinctions
- Chevalier de la Légion d'honneur à titre posthume.
- Médaille militaire.
- Croix de guerre, deux citations : (18 avril 1915)[4].